# (9112) Hatsulars
(9112) Hatsulars  es un asteroide perteneciente al cinturón de asteroides, descubierto el 31 de enero de 1997 por Takao Kobayashi desde el Observatorio de Ōizumi, en Japón.

## Designación y nombre
Hatsulars se designó inicialmente como 1997 BU3.
Más adelante fue nombrado en referencia a las Hatsulars, un coro de mujeres. Sus miembros son principalmente amas de casa de familias campesinas de la ciudad de Kakegawa. Fundado en 1997, el coro realiza con frecuencia presentaciones públicas de canciones de alabanza a la naturaleza, incluido el cielo estrellado. “Hatsulars” es una palabra acuñada que significa “gente alegre”.

## Características orbitales
(9112) Hatsulars orbita a una distancia media del Sol de 3,106 ua, pudiendo acercarse hasta 2,658 ua y alejarse hasta 3,554 ua. Tiene una excentricidad de 0,144 y una inclinación orbital de 2,804° grados. Emplea en completar una órbita alrededor del Sol 1999,33 días.
Los próximos acercamientos a la órbita de Júpiter ocurrirán el 31 de agosto de 2072, el 11 de septiembre de 2082 y el 15 de mayo de 2144.
Pertenece a la familia de asteroides de (24) Themis.

## Características físicas
Su magnitud absoluta es 13,22. Tiene 12,849 km de diámetro. Su albedo se estima en 0,092.